# Motteheuvel van Lamine
De motte van Lamine is een motte in Lamine in de Belgische provincie Luik in de gemeente Remicourt. Ze ligt in het noordoostelijk deel van deze plaats, op honderd meter ten noordoosten van het pleintje.
Het is een kunstmatige heuvel van aarde met een hoogte van 12 meter en een omtrek van 185 meter met nog zichtbare grachten, waarschijnlijk gebouwd in de 11e eeuw, waarop een versterkte houten of stenen donjon stond, een versterkte toren die in zekere zin de voorvader van het versterkte kasteel was. Zoals bij de meeste mottes was er bij dit "opperhof" een neerhof dat nog aanwezig is als de "Ferme de la Tombe".

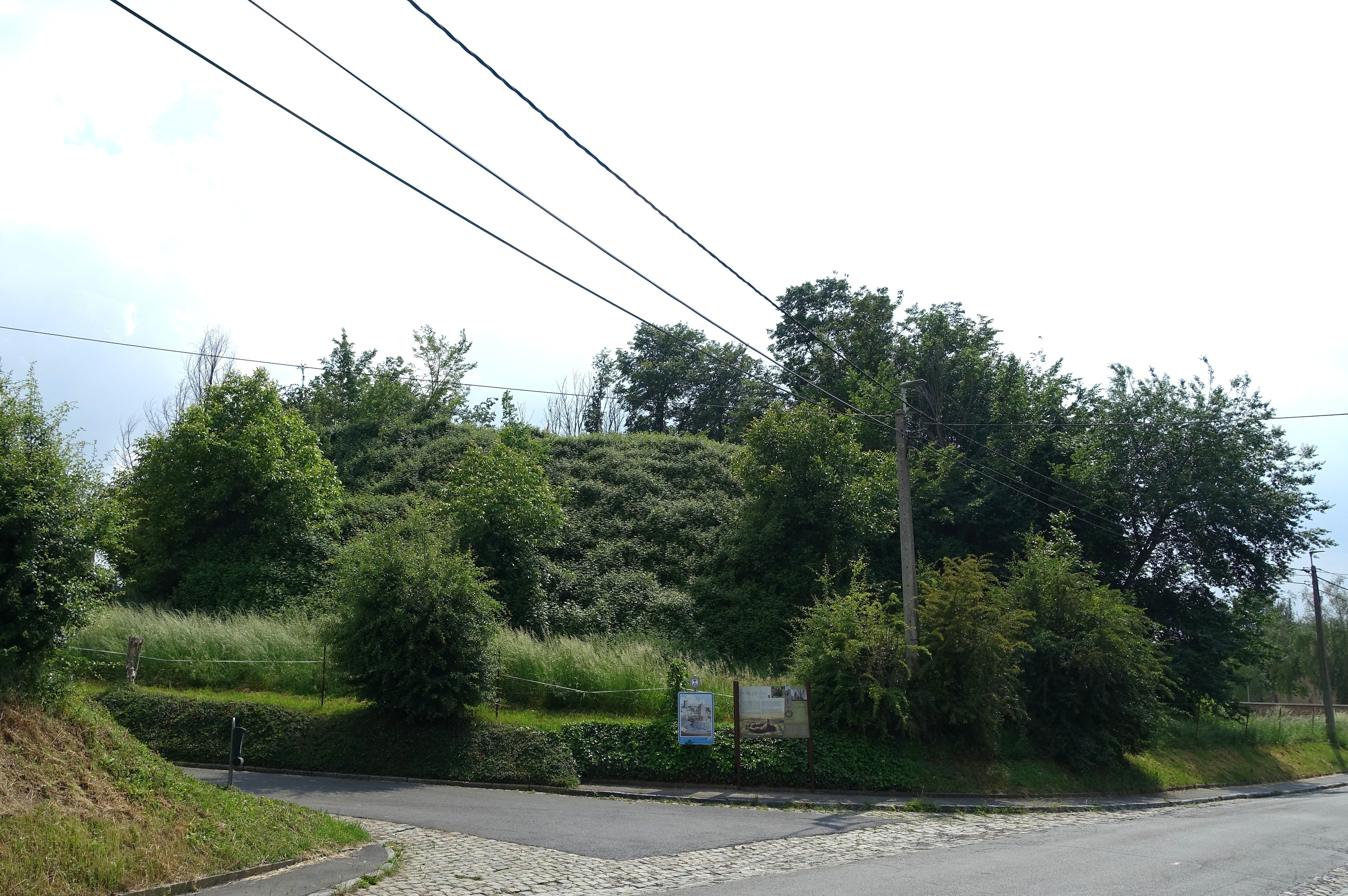
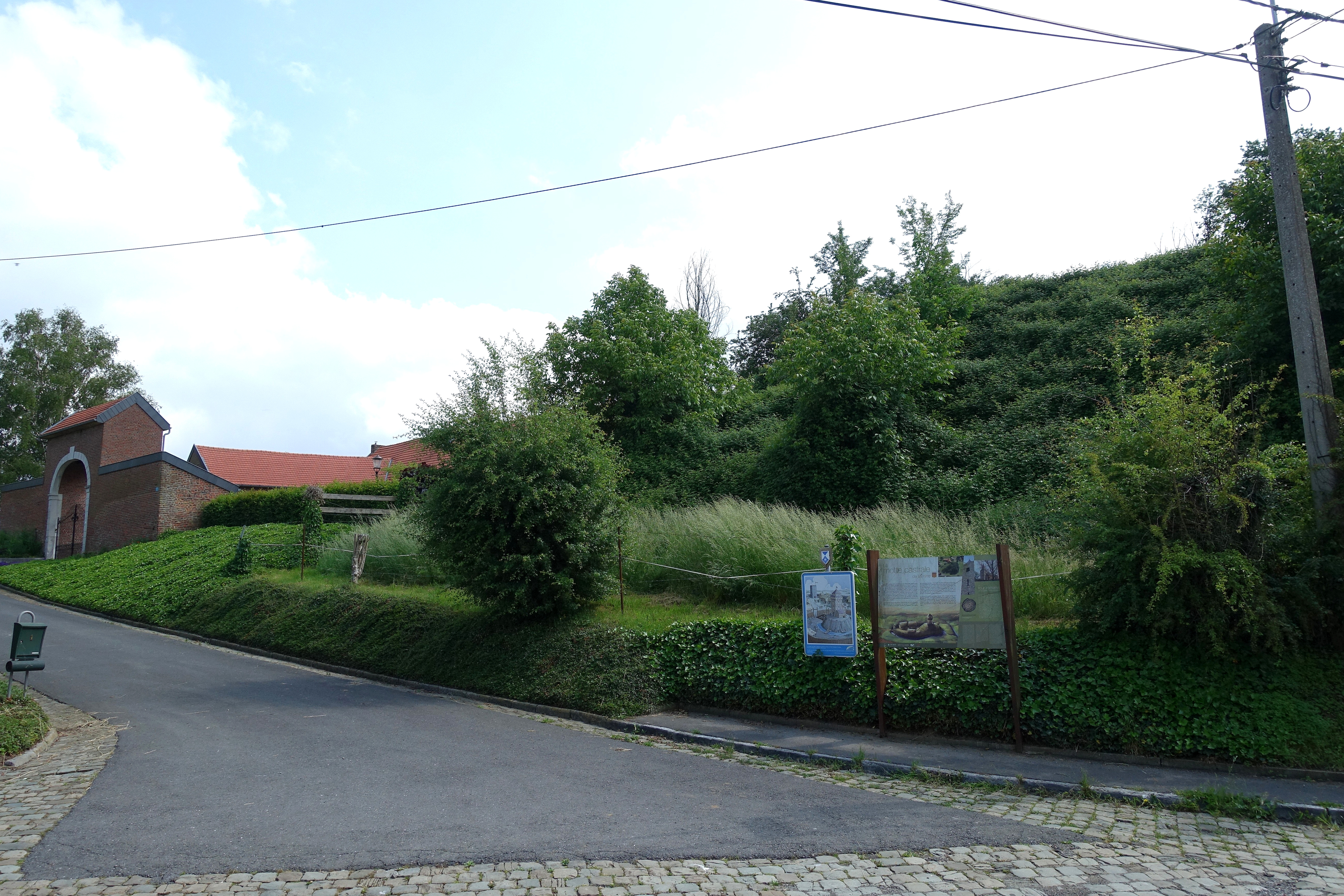
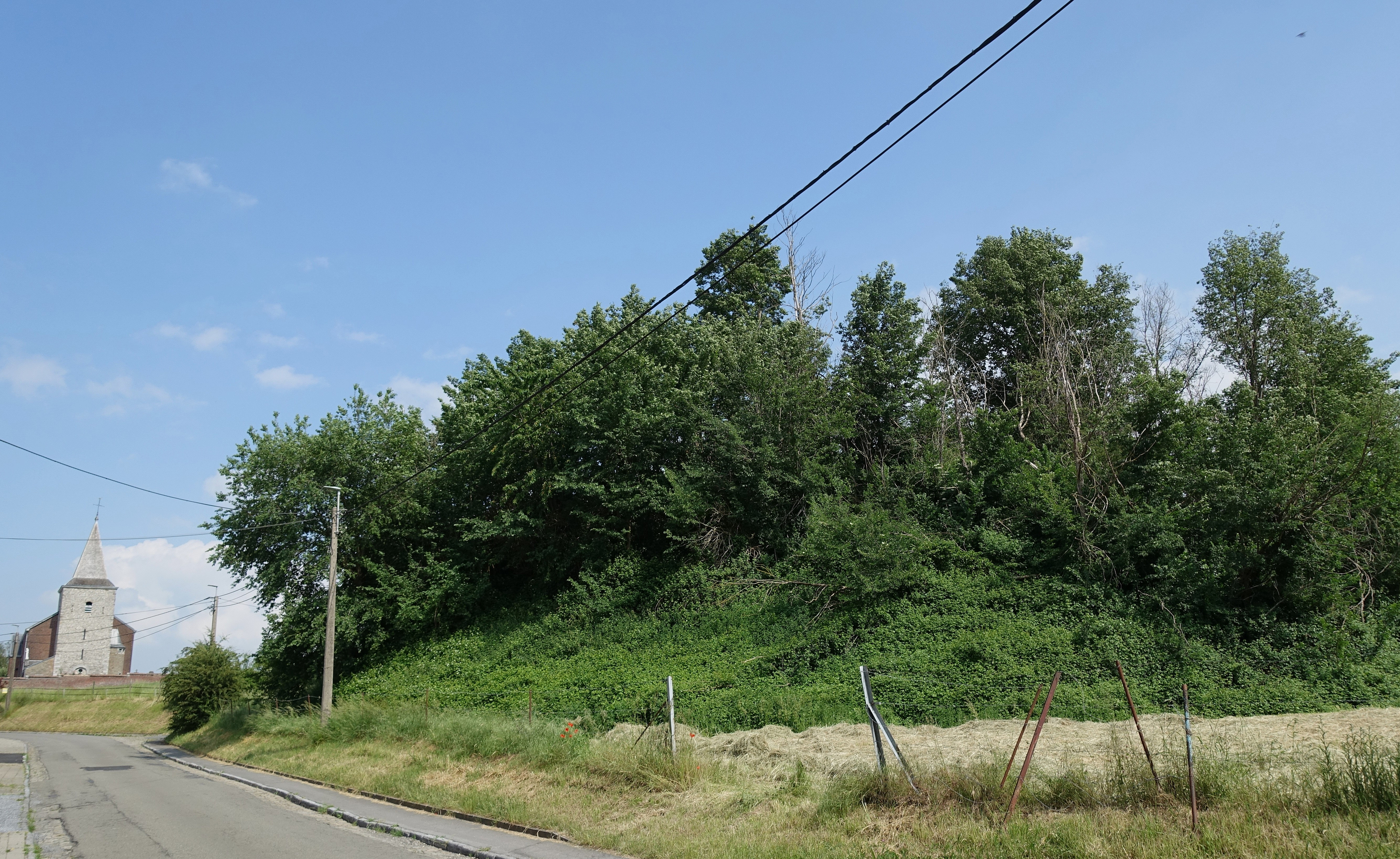